# Бородатка
Бородатка (Capito) — рід дятлоподібних птахів родини бородаткових (Capitonidae).

## Види
Рід охоплює 11 видів:
- Бородатка золотиста, Capito auratus
- Бородатка оливкова, Capito aurovirens
- Бородатка золотоголова, Capito brunneipectus
- Бородатка бурогорла, Capito dayi
- Бородатка укаяльська, Capito fitzpatricki[2]
- Бородатка буровола, Capito hypoleucus
- Бородатка плямистобока, Capito maculicoronatus
- Бородатка червоногорла, Capito niger
- Бородатка жовтобока, Capito quinticolor
- Бородатка вогнистолоба, Capito squamatus
- Бородатка червоновола, Capito wallacei

## Поширення
Рід поширений в Південній Америці, один вид трапляється також на сході Панами.

## Опис
Невеликі птахи завдовжки 16-20 см; вагою 44–79 г. Трохи більші ніж евбуко. Голова велика відносно тіла. Дзьоб міцний, конічний, завдовжки 2-2,5 см. Оперення різноколірне, переважають чорний, червоний, помаранчевий, жовтий та білий кольори.

## Спосіб життя
Бородатки живуть у тропічних і субтропічних дощових лісах. Живиться плодами, фруктами і ягодами, рідше комахами та іншими членистоногими.